# Black Myth: Wukong
Black Myth: Wukong is een computerspel ontwikkeld en uitgegeven door het Chinese Game Science. Het actierollenspel is uitgekomen op 20 augustus 2024 voor de PlayStation 5 en Windows. Een versie voor de Xbox Series staat gepland voor een later moment.

## Spel
Het spel is geïnspireerd door de klassieke Chinese roman De reis naar het westen. De speler neemt de rol aan van de Uitverkorene, beter bekend als de Apenkoning, die een reis vervult op zoek naar zes relikwieën die overeenkomen met de zes zintuigen van Sun Wukong.

## Ontvangst
Het spel ontving overwegend positieve recensies en won meerdere onderscheidingen, waaronder die van Spel van het Jaar. Op de website Metacritic heeft het spel een verzamelde score van 81% voor PC en 76% voor PlayStation 5.
Het spel was in de eerste maand na uitgave inmiddels 20 miljoen keer verkocht, waarmee het een van de snelst verkochte spellen ooit werd.